# Ернест Гілліард
Ернест Гілліард (31 січня 1890 — 3 вересня 1947) — американський актор. Протягом 1921—1947 рр. він знявся у 98 фільмах. Ернест Гілліард народився у Нью-Йорку у 1890 році. Він помер у віці 57 років Санта -Моніці від серцевого нападу.

## Вибрана фільмографія
- Silver Wings (1922)
- Evidence (1922)
- Who Are My Parents? (1922)
- Married People (1922)
- Love's Old Sweet Song (1923)
- Чоловік і дружина (1923)
- Modern Marriage (1923)
- The Recoil (1924)
- Trouping with Ellen (1924)
- Galloping Hoofs (1924)
- Broadway Lady (1925)
- White Mice (1926)
- Стежка до Фронтира (1926)
- Forest Havoc (1926)
- Winning the Futurity (1926)
- Broadway After Midnight (1927)
- Let It Rain (1927)
- The Midnight Watch (1927)
- The Racing Fool (1927)
- The Wheel of Destiny (1927)
- The Silent Hero (1927)
- A Bowery Cinderella (1927)
- Modern Daughters (1927)
- Пастка (1928)
- The Matinee Idol (1928)
- The Divine Sinner (1928)
- Sinners in Love (1928)
- The Midnight Adventure (1928)
- Out with the Tide (1928)
- Burning Up Broadway (1928)
- Devil Dogs (1928)
- The Awful Truth (1929)
- Wall Street (1929)
- When Dreams Come True (1929)
- Динаміт (1929)
- Red Hot Rhythm (1929)
- Другий медовий місяць (1930)
- Мати і син (1931)
- Flirting with Danger (1934)
- The Boss Rider of Gun Creek (1936)
- Руйнівники моря (1936)